# Rayssac
Pour les articles homonymes, voir Rayssac (homonymie).
Rayssac est une commune française située dans le département du Tarn, en région Occitanie. Sur le plan historique et culturel, la commune est dans le Ségala, un territoire s'étendant sur les départements du Tarn et de l'Aveyron, constitué de longs plateaux schisteux, morcelés d'étroites vallées.
Exposée à un climat océanique altéré, elle est drainée par le Dadou, le Dadounet, l'Oulas, le ruisseau de Séveriès et par divers autres petits cours d'eau. La commune possède un patrimoine naturel remarquable composé d'une zone naturelle d'intérêt écologique, faunistique et floristique.
Rayssac est une commune rurale qui compte 233 habitants en 2022, après avoir connu un pic de population de 1 013 habitants en 1841.  Ses habitants sont appelés les Rayssagols ou  Rayssagolles.

## Géographie

### Localisation
Commune du Massif central située dans les monts de Lacaune, dans l'est du département du Tarn, à 25 km au sud-est d'Albi et à 28 km au nord-est de Castres.

### Communes limitrophes
Rayssac est limitrophe de sept autres communes.
Les communes limitrophes sont  Arifat, Lacaze, Le Masnau-Massuguiès, Mont-Roc, Paulinet, Saint-Pierre-de-Trivisy et Teillet.
| Teillet  |                         | Paulinet                                 |
| Mont-Roc | Rayssac                 |                                          |
| Arifat   | Saint-Pierre-de-Trivisy | Le Masnau-Massuguiès (sur 200 m), Lacaze |

### Voies de communication et transports
La commune n'est desservie par aucun service de transport en commun. La gare la plus proche est la gare d'Albi-Ville.

### Hydrographie
La commune est dans le bassin de la Garonne, au sein du bassin hydrographique Adour-Garonne. Elle est drainée par le Dadou, le Dadounet, l'Oulas, le ruisseau de Séveriès, le Favel, ravin de pixel, Rec del Bouys, le ruisseau des Bouisses, le ruisseau la fargue et par divers petits cours d'eau, qui constituent un réseau hydrographique de 38 km de longueur totale,.
Le Dadou, d'une longueur totale de 115,8 km, prend sa source dans la commune de Saint-Salvi-de-Carcavès et s'écoule d'est en ouest. Il traverse la commune et se jette dans l'Agout à Ambres, après avoir traversé 23 communes.

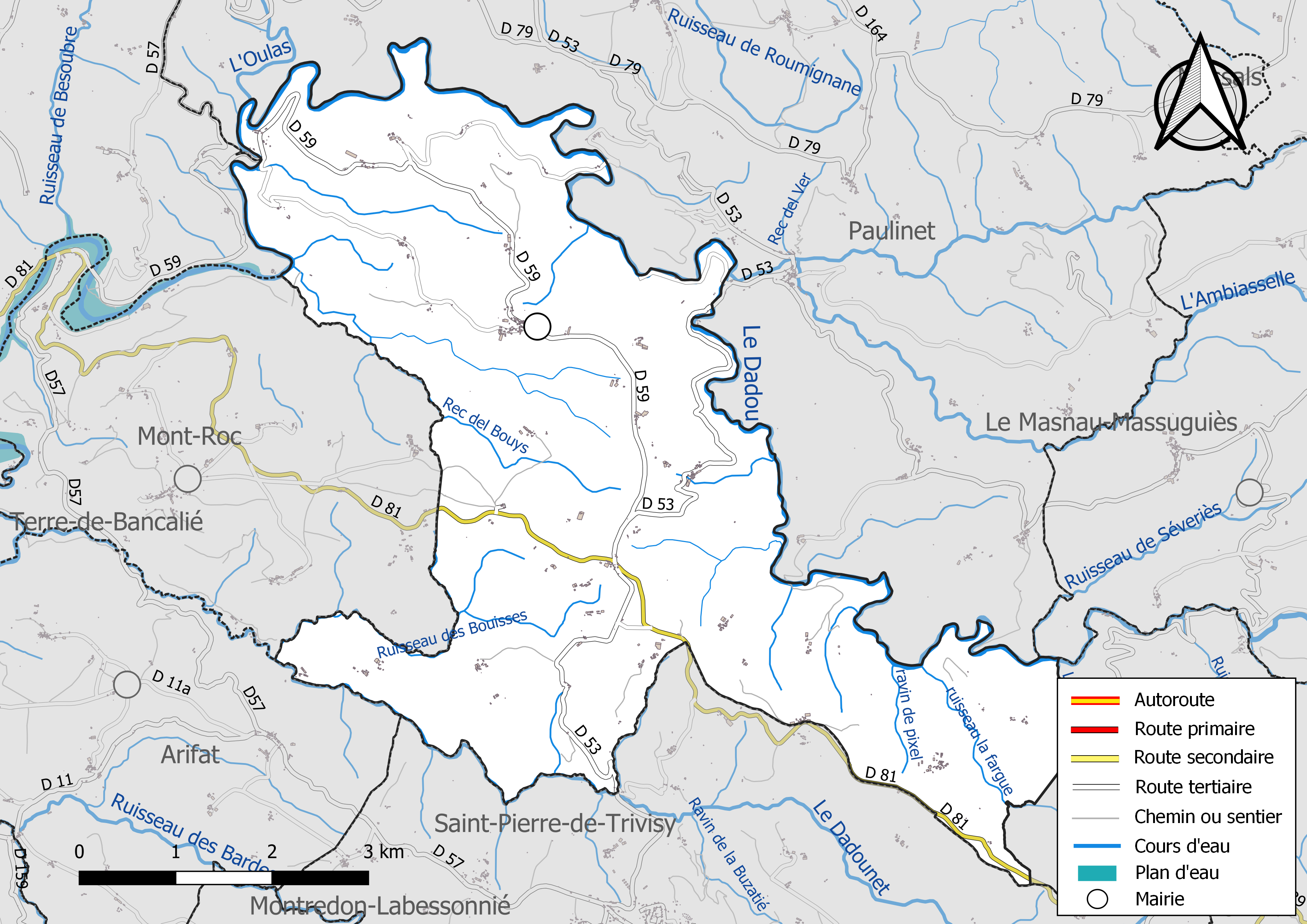
Réseaux hydrographique et routier de Rayssac.

Le Dadounet, d'une longueur totale de 15,3 km, prend sa source dans la commune de Saint-Pierre-de-Trivisy et s'écoule du sud-est vers le nord-ouest. Il traverse la commune et se jette dans le Dadou à Arifat, après avoir traversé 4 communes.
L'Oulas, d'une longueur totale de 24,2 km, prend sa source dans la commune de Massals et s'écoule d'est en ouest. Il traverse la commune et se jette dans le Dadou sur le territoire communal, après avoir traversé 6 communes.

### Climat
Pour des articles plus généraux, voir Climat de l'Occitanie et Climat du Tarn.
En 2010, le climat de la commune est de type climat océanique altéré, selon une étude du Centre national de la recherche scientifique s'appuyant sur une série de données couvrant la période 1971-2000. En 2020, Météo-France publie une typologie des climats de la France métropolitaine dans laquelle la commune est toujours exposée à un climat océanique altéré et est dans une zone de transition entre les régions climatiques « Aquitaine, Gascogne » et « Sud-est du Massif Central ».
Pour la période 1971-2000, la température annuelle moyenne est de 11,3 °C, avec une amplitude thermique annuelle de 15,4 °C. Le cumul annuel moyen de précipitations est de 1 229 mm, avec 11,7 jours de précipitations en janvier et 6,6 jours en juillet. Pour la période 1991-2020, la température moyenne annuelle observée sur la station météorologique de Météo-France la plus proche, « Montredon-Labessonnié », sur la commune de Montredon-Labessonnié à 13 km à vol d'oiseau, est de 12,1 °C et le cumul annuel moyen de précipitations est de 1 133,8 mm. 
La température maximale relevée sur cette station est de 39,6 °C, atteinte le 21 juillet 1989 ; la température minimale est de −15,6 °C, atteinte le 12 janvier 1987,,.
Les paramètres climatiques de la commune ont été estimés pour le milieu du siècle (2041-2070) selon différents scénarios d'émission de gaz à effet de serre à partir des nouvelles projections climatiques de référence DRIAS-2020. Ils sont consultables sur un site dédié publié par Météo-France en novembre 2022.

### Milieux naturels et biodiversité

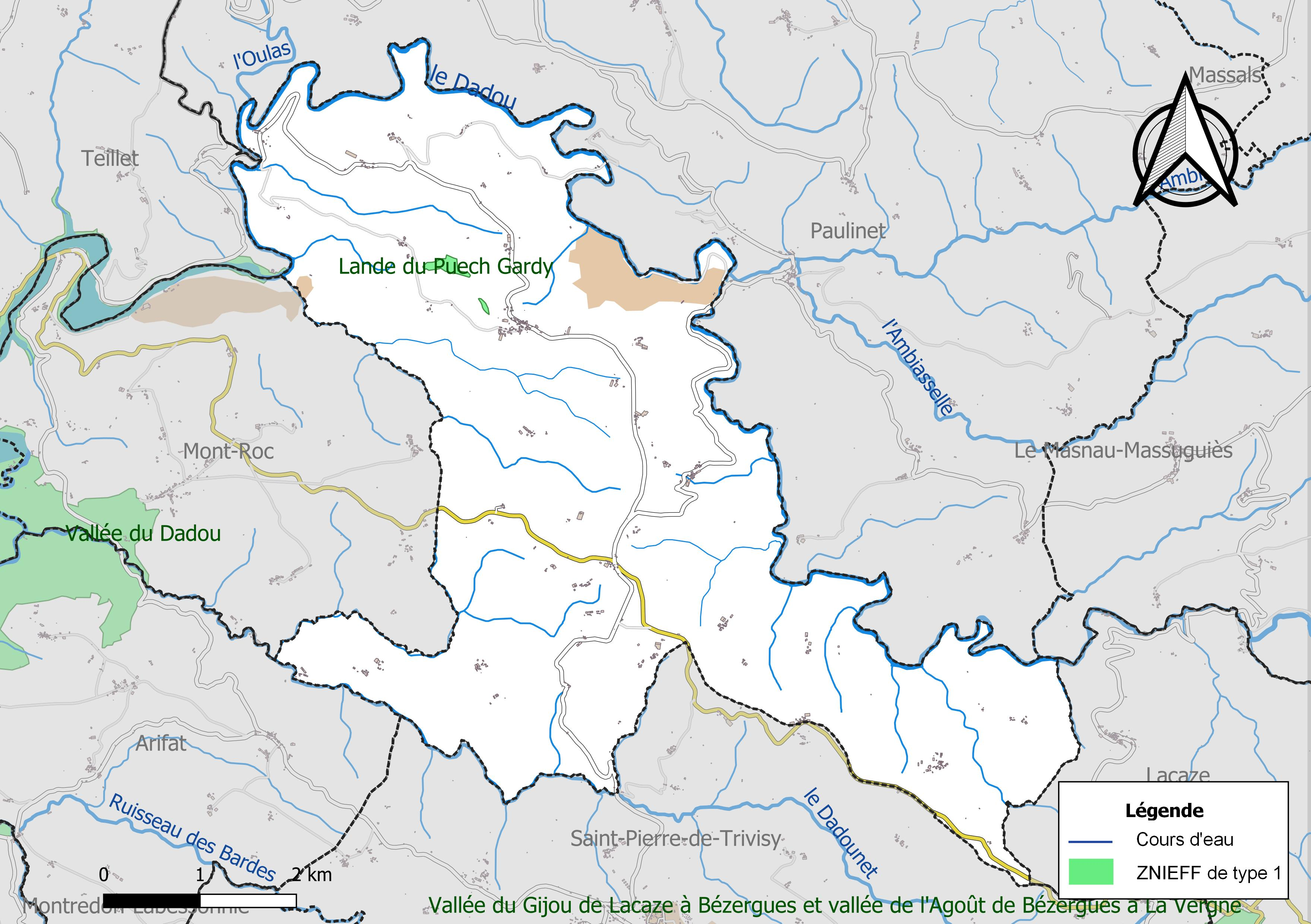
Carte de la ZNIEFF de type 1 localisée sur la commune.

L’inventaire des zones naturelles d'intérêt écologique, faunistique et floristique (ZNIEFF) a pour objectif de réaliser une couverture des zones les plus intéressantes sur le plan écologique, essentiellement dans la perspective d’améliorer la connaissance du patrimoine naturel national et de fournir aux différents décideurs un outil d’aide à la prise en compte de l’environnement dans l’aménagement du territoire.
Une ZNIEFF de type 1 est recensée sur la commune :
la « lande du puech Gardy » (5 ha).

## Urbanisme

### Typologie
Au 1er janvier 2024, Rayssac est catégorisée commune rurale à habitat très dispersé, selon la nouvelle grille communale de densité à sept niveaux définie par l'Insee en 2022.
Elle est située hors unité urbaine et hors attraction des villes,.

### Occupation des sols
L'occupation des sols de la commune, telle qu'elle ressort de la base de données européenne d’occupation biophysique des sols Corine Land Cover (CLC), est marquée par l'importance des territoires agricoles (62,1 % en 2018), en augmentation par rapport à 1990 (60,9 %). La répartition détaillée en 2018 est la suivante : 
forêts (35,6 %), zones agricoles hétérogènes (27,2 %), terres arables (23,2 %), prairies (11,7 %), mines, décharges et chantiers (2,3 %). L'évolution de l’occupation des sols de la commune et de ses infrastructures peut être observée sur les différentes représentations cartographiques du territoire : la carte de Cassini (XVIIIe siècle), la carte d'état-major (1820-1866) et les cartes ou photos aériennes de l'IGN pour la période actuelle (1950 à aujourd'hui).

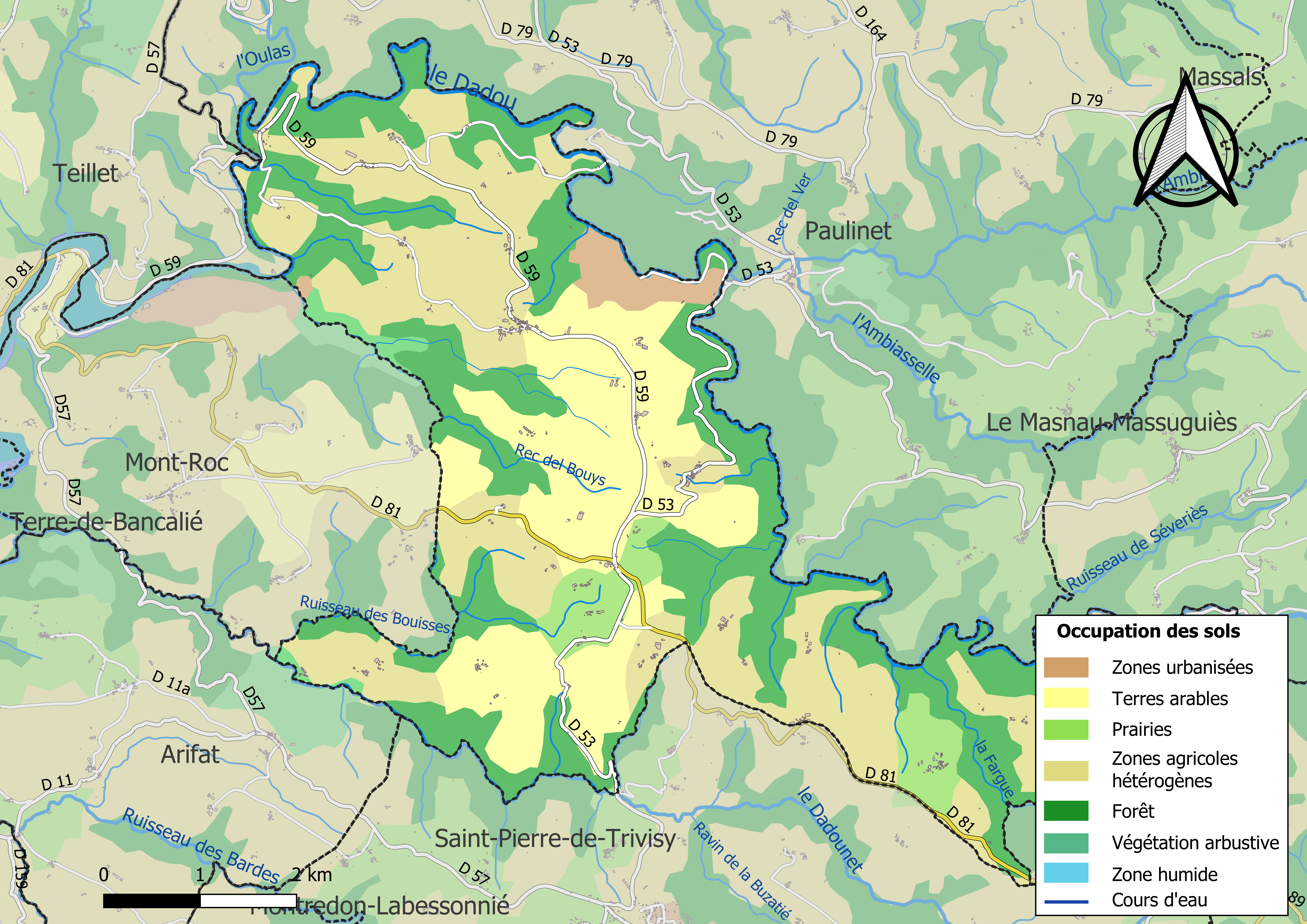
Carte des infrastructures et de l'occupation des sols de la commune en 2018 (CLC).

### Risques majeurs
Le territoire de la commune de Rayssac est vulnérable à différents aléas naturels : météorologiques (tempête, orage, neige, grand froid, canicule ou sécheresse), inondations, feux de forêts, mouvements de terrains et séisme (sismicité très faible). Il est également exposé à un risque technologique,  le transport de matières dangereuses, et à un risque particulier : le risque de radon. Un site publié par le BRGM permet d'évaluer simplement et rapidement les risques d'un bien localisé soit par son adresse soit par le numéro de sa parcelle.

#### Risques naturels
Certaines parties du territoire communal sont susceptibles d’être affectées par le risque d’inondation par débordement de cours d'eau, notamment le Dadou, l'Oulas et le Dadounet. La cartographie des zones inondables en ex-Midi-Pyrénées réalisée dans le cadre du XIe Contrat de plan État-région, visant à informer les citoyens et les décideurs sur le risque d’inondation, est accessible sur le site de la DREAL Occitanie. La commune a été reconnue en état de catastrophe naturelle au titre des dommages causés par les inondations et coulées de boue survenues en 1982, 2003 et 2012,.
Rayssac est exposée au risque de feu de forêt. En 2022, il n'existe pas de Plan de Prévention des Risques incendie de forêt (PPRif). Le débroussaillement aux abords des maisons constitue l’une des meilleures protections pour les particuliers contre le feu,.

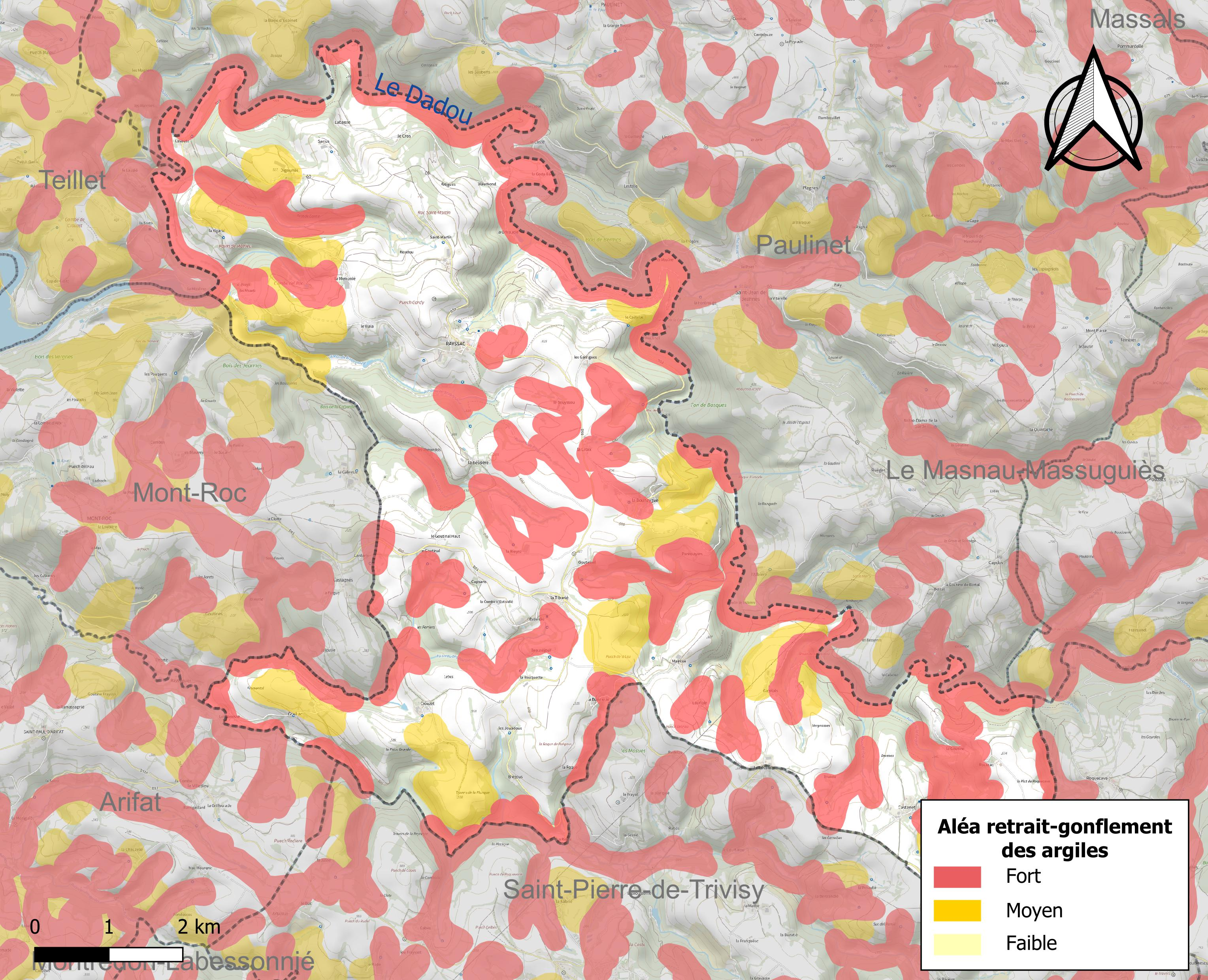
Carte des zones d'aléa retrait-gonflement des sols argileux de Rayssac.

La commune est vulnérable au risque de mouvements de terrains constitué principalement du retrait-gonflement des sols argileux. Cet aléa est susceptible d'engendrer des dommages importants aux bâtiments en cas d’alternance de périodes de sécheresse et de pluie. 45,8 % de la superficie communale est en aléa moyen ou fort (76,3 % au niveau départemental et 48,5 % au niveau national). Sur les 151 bâtiments dénombrés sur la commune en 2019, 41 sont en aléa moyen ou fort, soit 27 %, à comparer aux 90 % au niveau départemental et 54 % au niveau national. Une cartographie de l'exposition du territoire national au retrait gonflement des sols argileux est disponible sur le site du BRGM,.
Par ailleurs, afin de mieux appréhender le risque d’affaissement de terrain, l'inventaire national des cavités souterraines permet de localiser celles situées sur la commune.

#### Risques technologiques
Le risque de transport de matières dangereuses sur la commune est lié à sa traversée par des infrastructures routières ou ferroviaires importantes ou la présence d'une canalisation de transport d'hydrocarbures. Un accident se produisant sur de telles infrastructures est susceptible d’avoir des effets graves sur les biens, les personnes ou l'environnement, selon la nature du matériau transporté. Des dispositions d’urbanisme peuvent être préconisées en conséquence.

#### Risque particulier
Dans plusieurs parties du territoire national, le radon, accumulé dans certains logements ou autres locaux, peut constituer une source significative d’exposition de la population aux rayonnements ionisants. Certaines communes du département sont concernées par le risque radon à un niveau plus ou moins élevé. Selon la classification de 2018, la commune de Rayssac est classée en zone 2, à savoir zone à potentiel radon faible mais sur lesquelles des facteurs géologiques particuliers peuvent faciliter le transfert du radon vers les bâtiments.

## Histoire
Au 1er janvier 2013, la commune quitte la communauté de communes du Montredonnais et rejoint la communauté de communes des Monts-d'Alban et du Villefranchois.

### Héraldique
| Rayssac | Son blasonnement est : Tranché émanché d'azur et d'argent. |

## Politique et administration
| Période                                  | Période  | Identité        | Étiquette | Qualité                      |
| ---------------------------------------- | -------- | --------------- | --------- | ---------------------------- |
| avant 1988                               | ?        | Joseph Alberge  |           |                              |
| mars 2001                                | en cours | Patrick Carayon | SE        | Professeur agrégé d'histoire |
| Les données manquantes sont à compléter. |          |                 |           |                              |

## Démographie
| 1793 | 1800 | 1806 | 1821 | 1831 | 1836  | 1841  | 1846 | 1851 |
| ---- | ---- | ---- | ---- | ---- | ----- | ----- | ---- | ---- |
| 740  | 615  | 812  | 825  | 949  | 1 002 | 1 013 | 912  | 887  |

| 1856 | 1861 | 1866 | 1872 | 1876 | 1881 | 1886 | 1891 | 1896 |
| ---- | ---- | ---- | ---- | ---- | ---- | ---- | ---- | ---- |
| 822  | 849  | 852  | 833  | 820  | 828  | 824  | 787  | 818  |

| 1901 | 1906 | 1911 | 1921 | 1926 | 1931 | 1936 | 1946 | 1954 |
| ---- | ---- | ---- | ---- | ---- | ---- | ---- | ---- | ---- |
| 812  | 784  | 694  | 662  | 643  | 596  | 550  | 516  | 481  |

| 1962 | 1968 | 1975 | 1982 | 1990 | 1999 | 2006 | 2008 | 2013 |
| ---- | ---- | ---- | ---- | ---- | ---- | ---- | ---- | ---- |
| 416  | 372  | 324  | 313  | 310  | 295  | 268  | 260  | 250  |

| 2018 | 2022 | - | - | - | - | - | - | - |
| ---- | ---- | - | - | - | - | - | - | - |
| 237  | 233  | - | - | - | - | - | - | - |

## Économie

### Revenus
En 2018, la commune compte 92 ménages fiscaux, regroupant 209 personnes. La médiane du revenu disponible par unité de consommation est de 17 340 € (20 400 € dans le département).

### Emploi
|                | 2008  | 2013  | 2018 |
| -------------- | ----- | ----- | ---- |
| Commune        | 5,5 % | 6,3 % | 6 %  |
| Département    | 8,2 % | 9,9 % | 10 % |
| France entière | 8,3 % | 10 %  | 10 % |

En 2018, la population âgée de 15 à 64 ans s'élève à 133 personnes, parmi lesquelles on compte 82 % d'actifs (75,9 % ayant un emploi et 6 % de chômeurs) et 18 % d'inactifs,. Depuis 2008, le taux de chômage communal (au sens du recensement) des 15-64 ans est inférieur à celui de la France et du département.
La commune est hors attraction des villes,. Elle compte 70 emplois en 2018, contre 76 en 2013 et 97 en 2008. Le nombre d'actifs ayant un emploi résidant dans la commune est de 103, soit un indicateur de concentration d'emploi de 68,1 % et un taux d'activité parmi les 15 ans ou plus de 52,9 %.
Sur ces 103 actifs de 15 ans ou plus ayant un emploi, 51 travaillent dans la commune, soit 50 % des habitants. Pour se rendre au travail, 64,1 % des habitants utilisent un véhicule personnel ou de fonction à quatre roues, 15,5 % s'y rendent en deux-roues, à vélo ou à pied et 20,4 % n'ont pas besoin de transport (travail au domicile).

### Activités hors agriculture
22 établissements sont implantés  à Rayssac au 31 décembre 2019.
Le secteur de l'industrie manufacturière, des industries extractives et autres est prépondérant sur la commune puisqu'il représente 50 % du nombre total d'établissements de la commune (11 sur les 22 entreprises implantées  à Rayssac), contre 13 % au niveau départemental.

### Agriculture
La commune est dans les Monts de Lacaune, une petite région agricole située dans le sud-est du département du Tarn. Entre bocages et forêt, cette zone est dédiée à l’élevage de ruminants de races à viande ou laitières. Sur les plus hauts plateaux, de nombreux élevages de brebis laitières produisent le lait destiné à la fabrication du roquefort. En 2020, l'orientation technico-économique de l'agriculture  sur la commune est l'élevage d'ovins ou de caprins. 
|               | 1988  | 2000  | 2010  | 2020  |
| ------------- | ----- | ----- | ----- | ----- |
| Exploitations | 50    | 32    | 25    | 25    |
| SAU (ha)      | 1 874 | 1 789 | 1 749 | 1 838 |

Le nombre d'exploitations agricoles en activité et ayant leur siège dans la commune est passé de 50 lors du recensement agricole de 1988  à 32 en 2000 puis à 25 en 2010 et enfin à 25 en 2020, soit une baisse de 50 % en 32 ans. Le même mouvement est observé à l'échelle du département qui a perdu pendant cette période 58 % de ses exploitations,. La surface agricole utilisée sur la commune a également diminué, passant de 1 874 ha en 1988 à 1 838 ha en 2020. Parallèlement la surface agricole utilisée moyenne par exploitation a augmenté, passant de 37 à 74 ha.

## Culture locale et patrimoine

### Lieux et monuments
- Château de Rayssac[Note 11], construit au XVIIe siècle : il appartenait à Louise de Bayne, amie et correspondante d'Eugénie de Guérin.
- Église Saint-Martin de Rayssac (1723).
- Chapelle de Lavaute.

### Personnalités liées à la commune
- Affaire Lund.